# S. A. Agulhas II
Die S. A. Agulhas II ist ein südafrikanisches, als Eisbrecher ausgelegtes Forschungsschiff und das Nachfolgeschiff für den ebenfalls in Kapstadt stationierten Eisbrecher S. A. Agulhas, benannt sind beide Schiffe nach dem Kap Agulhas. Das hier beschriebene Schiff ist darüber hinaus dem Gedenken an die südafrikanische Sängerin Miriam Makeba gewidmet. Es wurde im finnischen Rauma gebaut und im April 2012 in Betrieb genommen, am 4. April 2012 verließ es den Hafen von Rauma in Richtung des neuen Heimathafens Kapstadt, dort kam es am 3. Mai 2012 zum ersten Mal an.

## Einsätze
Die S. A. Agulhas II wird zur Versorgung von südafrikanischen Forschungsstationen eingesetzt, dazu gehören die SANAE-IV-Station in der Antarktis, die Forschungsstation auf der Marion-Insel im Indischen Ozean sowie die Wetterstation auf der Gough-Insel im südatlantischen Ozean. Weiterhin werden unterwegs meteorologische und ozeanographische Messungen durchgeführt, unter anderem hydrographische Messungen mit einer CTD-Rosette entlang des Nullmeridians im Südozean. Sie fährt einmal jährlich die Atlantikinseln Tristan da Cunha und Gough an.
Im Februar 2022 begann eine vom Falkland Maritime Heritage Trust organisierte Expedition zur Suche nach dem Wrack des 1915 im Weddellmeer gesunkenen Expeditionsschiffs Endurance des britischen Polarforschers Ernest Shackleton.  Die Agulhas II, die zuvor auch an der im Jahr 2019 gescheiterten Mission mit derselben Zielsetzung beteiligt war, brachte die mit Endurance22 betitelte Expedition dabei zur vermuteten Untergangsstelle der Endurance. Am 5. März 2022 fand die Expedition das Wrack nur wenige Kilometer von der angenommenen Position entfernt mithilfe von Tauchrobotern in einer Tiefe von 3008 m unter dem Meeresspiegel. Fotografien und Filmaufnahmen zeigten das aufrecht stehende Wrack in einem hervorragenden Zustand.